# Коллетон (округ)
Коллетон (англ. Colleton County) — округ в штате Южная Каролина в Соединённых Штатах Америки. Административным центром и крупнейшим городом округа является Уолтерборо
По состоянию на 2010 год, численность населения округа Коллетон составляла 38 892 человек.

## История
Округ Коллетон был официально основан в 1798 году и назван в честь сэра Джона Коллетона, который верно служил королю Карлу I во время Английской гражданской войны (революции).

## География
В соответствии с данными указанными на сайте центрального статистического органа страны — Бюро переписи населения США, общая площадь округа Коллетон равняется 2934,473 км2, из которых 2735,043 км2 приходится на сушу и 199,430 км2 или 6,780% занимает водная поверхность.

## Население
По данным переписи населения 2000 года в округе проживает 38 264 жителей в составе 14 470 домашних хозяйств и 10 490 семей. Плотность населения составляет 14,00 человек на км2. На территории округа насчитывается 18 129 жилых строений, при плотности застройки около 7,00-ми строений на км2. Расовый состав населения: белые — 55,52 %, афроамериканцы — 42,18 %, коренные американцы (индейцы) — 0,63 %, азиаты — 0,25 %, гавайцы — 0,04 %, представители других рас — 0,56 %, представители двух или более рас — 0,82 %. Испаноязычные составляли 1,44 % населения независимо от расы.

Округ Коллетон в 1938 году

В составе 33,10 % из общего числа домашних хозяйств проживают дети в возрасте до 18 лет, 51,10 % домашних хозяйств представляют собой супружеские пары проживающие вместе, 16,80 % домашних хозяйств представляют собой одиноких женщин без супруга, 27,50 % домашних хозяйств не имеют отношения к семьям, 24,00 % домашних хозяйств состоят из одного человека, 10,10 % домашних хозяйств состоят из престарелых (65 лет и старше), проживающих в одиночестве. Средний размер домашнего хозяйства составляет 2,62 человека, и средний размер семьи 3,11 человека.
Возрастной состав округа: 27,50 % моложе 18 лет, 8,00 % от 18 до 24, 26,90 % от 25 до 44, 24,70 % от 45 до 64 и 24,70 % от 65 и старше. Средний возраст жителя округа 36 лет. На каждые 100 женщин приходится 91,90 мужчин. На каждые 100 женщин старше 18 лет приходится 87,90 мужчин.
Средний доход на домохозяйство в округе составлял 29 733 USD, на семью — 34 169 USD. Среднестатистический заработок мужчины был 28 518 USD против 19 228 USD для женщины. Доход на душу населения составлял 14 831 USD. Около 17,30 % семей и 21,10 % общего населения находились ниже черты бедности, в том числе — 28,70 % молодежи (тех, кому ещё не исполнилось 18 лет) и 19,10 % тех, кому было уже больше 65 лет.